# 白い肌に狂う鞭
『白い肌に狂う鞭』（しろいはだにくるうむち、原題：La frusta e il corpo）は、1963年制作のイタリア・フランスのホラー映画。マリオ・バーヴァ監督（「ジョン・M・オールド」名義）。

## あらすじ
19世紀のヨーロッパ某国。メンリフ伯爵の一族が暮らす海辺の城館にある日突然、一族の長男クルトが帰ってきた。彼は放蕩癖と残虐な振舞いが原因で勘当されていたため、当然誰からも歓迎されなかった。唯一人、弟のクリスティアーノだけが彼に同情的だった。
クルトはクリスティアーノの若くて美しい妻ネヴェンカに惹かれる。そしてある日、ついに彼女を襲い、鞭打つなど残忍な仕打ちを行った。その翌日、クルトは何者かに殺害される。だが、ネヴェンカはそれ以来、毎日のようにクルトの悪夢に悩まされるようになる。やがて、一族に更なる惨劇が起きる。

## キャスト
- ネヴェンカ：ダリア・ラヴィ
- クルト：クリストファー・リー
- クリスティアーノ：トニー・ケンドール
- カーチャ：イズリ・オベロン
- ジョルジア：ハリエット・ホワイト
- メンリフ伯爵：グスタヴォ・デ・ナルド
- ロサート：ルチアーノ・ピゴッツィ